# Batalla de Calcedonia (74 a. C.)
La batalla de Calcedonia fue un enfrentamiento naval y terrestre sucedido en el año 74 a. C. en el contexto de la tercera guerra mitridática que finalizó favorablemente para los pónticos.
Después del reinicio de las hostilidades el cónsul Marco Aurelio Cota había situado su flota en el Bósforo. Fuera del puerto de Calcedonia fue derrotado por la flota póntica teniendo que refugiarse en el interior del puerto hasta que finalmente sus enemgios entraron en el muelle donde destruyeron a la flota romana. Después de la victoria el rey Mitrídates VI del Ponto avanzó contra la ciudad de Cícico asediándola.